# Le Chalon
Le Chalon là một xã thuộc tỉnh Drôme trong vùng Auvergne-Rhône-Alpes đông nam nước Pháp. Xã Le Chalon nằm ở khu vực có độ cao trung bình 494 mét trên mực nước biển.